# Kruhle Ozero, Hadeaci
Kruhle Ozero (în ucraineană Кругле Озеро) este un sat în comuna Lîsivka din raionul Hadeaci, regiunea Poltava, Ucraina.

## Demografie
Componența lingvistică a localității Kruhle Ozero
     Ucraineană (86,49%)
     Română (13,51%)
Conform recensământului din 2001, majoritatea populației localității Kruhle Ozero era vorbitoare de ucraineană (86,49%), existând în minoritate și vorbitori de română (13,51%).